# Roméo Praly
 (décembre 2014).
Si vous disposez d'ouvrages ou d'articles de référence ou si vous connaissez des sites web de qualité traitant du thème abordé ici, merci de compléter l'article en donnant les références utiles à sa vérifiabilité et en les liant à la section « Notes et références ».
Roméo Praly est un auteur-compositeur français.

## Biographie
En 1996, Roméo Praly est le coauteur de l’album Magnum et matinées dansantes d'Axelle Renoir, nommée aux révélations féminines des Victoires de la musique.
En 1998, il compose et produit la musique du long métrage Le Double de ma moitié de Yves Amoureux.
Il collabore à de nombreux projets artistiques (danse, théâtre, cinéma, courts-métrages, publicités…). Ses textes ont été repris dans des manuels scolaires[Lesquels ?].
En tant que chanteur, il a partagé des scènes avec des artistes tels que Zazie et Camille. Son tube radio Petite Conne, le place parmi les artistes de la nouvelle génération[non neutre].
En 2005, il monte sa propre structure La Musique Vivante, label consacré à la musique live.
Autodidacte, sa passion pour la littérature et le cinéma le mène à aller encore plus loin.En 2008, il crée un nouveau concept pour son prochain spectacle : un road-music « Sixty-Six Hobo Radio », dont il enregistre les titres dans son studio et pour lequel il réalise et monte douze clips vidéo, filmés aux U.S.A.
2015, il est l'un des rescapés de l'attentat au Bataclan[réf. nécessaire].

## Membres du groupe
- Juan Tamayo, guitare (coauteur de Axel Bauer).
- François Lebleu, batterie (batteur de L'Affaire Louis' Trio et Prohom).
- Christian Fradin, clavier (claviériste de Étienne Daho et de Prohom).
- Aleksander Angelov, basse (bassiste avec les groupes Cassius et Blanc).
- Alicia Alonso, chante en duo lors de la première chanson du Live à la Maroquinerie, Ne raccroche pas.
- Simon Léger, ancien bassiste (bassiste de Ludmilla).
- Olivier Djalayer, ancien batteur.

## Discographie

### Albums
Roméo
- 2000 : Rue du fbg du Temple (album live autoproduit)
- 2002 : Non Non Non (Tôt ou tard)

Roméo Praly
- 2006 : Roméo Praly (live à La Maroquinerie)
- 2011 : Dead or Alive (11 titres en anglais)
- 2011 : Homme objet
- 2012 : Bananaparty (Album de reprises)
- 2014 : B.O.F. Rumeurs
- 2014 : Amours impossibles
- 2016 : Studio (sortie numérique fin décembre 2020)

### Singles
Roméo
- 2002 : Petite Conne (Tôt ou tard)
- 2002 : La goualante du pauvre Jean / Viens dans ma planète (Tôt ou tard)
- 2004 : Si haut (Tôt ou tard)

Roméo Praly